# Franjo Tuđman
Franjo Tuđman, hrvaški general, politik in zgodovinar * 14. maj 1922, Veliko Trgovišće, Kraljevina SHS, † 10. december 1999, Zagreb, Hrvaška.
Po osamosvojitvi Hrvaške od Jugoslavije je postal prvi predsednik Hrvaške in je bil predsednik od leta 1990 do svoje smrti leta 1999. Od maja do julija 1990 je bil 9. in zadnji predsednik predsedstva SR Hrvaške. 
Tuđman se je rodil v Velikem Trgovišću leta 1922. V mladosti se je med drugo svetovno vojno boril kot član jugoslovanskih partizanov. Po vojni je zasedel delovno mesto na ministrstvu za obrambo, pozneje pa je leta 1960 dosegel čin generalmajorja Jugoslovanske vojske. Po vojaški karieri se je posvetil študiju geopolitike. Leta 1963 je postal profesor na zagrebški fakulteti političnih znanosti. Leta 1965 je doktoriral iz zgodovine in delal kot zgodovinar, dokler ni prišel v konflikt z komunističnim režimom. Tuđman je sodeloval v gibanju hrvaške pomladi, ki je pozvalo k reformam v državi, in je bil zaradi svojih dejavnosti leta 1972 zaprt. V naslednjih letih je živel razmeroma anonimno do padca komunizma, nato pa je svojo politično pot začel z ustanovitvijo Hrvaške demokratične zveze (HDZ) leta 1989. 
HDZ je leta 1990 zmagal na prvih hrvaških parlamentarnih volitvah, Tuđman pa je postal predsednik predsedstva SR Hrvaške. Tuđman je kot predsednik predstavil novo ustavo in zavzel za ustanovitev neodvisne Hrvaške. 19. maja 1991 je bil izveden referendum o neodvisnosti, ki ga je potrdilo 93 odstotkov volivcev. Hrvaška je neodvisnost od Jugoslavije razglasila 25. junija 1991. Območja s srbsko večino so se uprla, podprla jugoslovansko vojsko, Tuđman pa je Hrvaško vodil med osamosvojitveno vojno. Leta 1992 je bilo podpisano premirje, vendar se je vojna razširila v Bosno in Hercegovino, kjer so se Hrvati borili v zavezništvu z Bošnjaki. Premirje je konec leta 1992 razpadlo in Tuđmanova vlada se je med hrvaško-bošnjaško vojno postavila na stran Herceg-Bosne s ciljem ponovne združitve hrvaškega ljudstva, kar je prineslo kritike mednarodne skupnosti. Marca 1994 je z bosanskim predsednikom Alijo Izetbegovićem podpisal Washingtonski sporazum, ki je ponovno povezal Hrvate in Bošnjake. Avgusta 1995 je odobril veliko ofenzivo, znano kot operacija Nevihta, ki je dejansko končala vojno na Hrvaškem. Istega leta je bil eden od podpisnikov Daytonskega sporazuma, ki je končal bosansko vojno. Ponovno je bil izvoljen za predsednika v letih 1992 in 1997 in je ostal na oblasti do svoje smrti leta 1999. Medtem ko navijači opozarjajo na njegovo vlogo pri doseganju hrvaške neodvisnosti, kritiki njegovo predsedovanje označujejo za avtoritarno. Raziskave po Tuđmanovi smrti so na splošno pokazale visoko naklonjenost hrvaške javnosti.